# Hälsovårdsföreningen i Stockholm
Hälsovårdsföreningen i Stockholm var en förening för hälsovårdens främjande.
Föreningen hade till uppgift att främja hälsovården dels genom att verka för införande av sådana förbättringar i sundhetsväsendet, som av erfarenheten prövats nödiga och tidsenliga, dels även genom att sprida kunskap om hälsovårdens betydelse för den enskildes liv, hälsa och arbetsduglighet samt samhällets därav beroende välfärd och förkovran. Föreningen bildades i Stockholm av Elias Heyman den 15 januari 1881 och utgav från detta år tryckta förhandlingar.